# Fantomas visszatér
A Fantomas visszatér (eredeti cím: Fantômas se déchaîne) 1965-ben bemutatott francia-olasz vígjáték, André Hunebelle rendezésében. Az 1964-es Fantomas film folytatása, Jean Marais, Louis de Funès és Mylène Demongeot főszereplésével. A filmben Jean Marais ötös szerepben látható, Fandor újságíró mint önmaga, Fandor Lefevre maszkjában, Fantomas maszk nélkül és Lefevre maszkjában, valamint az idős Lefevre professzor. Magyarországi mozibemutatója 1967. május 25-én volt, feliratos változatban.
Fantomas hangja az eredeti francia változatban nem Jean Marais, hanem Raymond Pellegrin volt.

## Cselekmény
Egy évvel Fantomas tengeralattjárós elmenekülése után Juve felügyelőt kitüntetik a francia Becsületrenddel. A ceremóniát Fantomas távirata zavarja meg: „A közeli viszontlátásra…” Nem sokkal később a Tudományos Kutatóintézetbe behatolva Fantomas elrabolja Marchand professzort. Fandor, a „Pirkadat” című napilap újságírója rögtön Fantomast sejti az akció mögött. Igaza be is bizonyosodik, amikor maga Fantomas jelenti be a televízióban, hogy Marchand professzor kutatásait felhasználva a világ leigázására készül…
Juve felügyelő személyes tekintélye is múlik azon, hogy sikerül-e megállítani a gazembert, ezért csapatát új módszerek használatára ösztönzi: eligazítás keretében többek közt bemutatja saját találmányait, a felcsatolható mű-kart és a szivarpisztolyt. Ezek a „mütyürkék” áttörést jelenthetnek a bűnüldözésben. Kiderül, hogy Marchand professzor egy emberek irányítására alkalmas telepatikus „fegyver” kifejlesztésén dolgozott, tudóstársával, Lefevre professzorral együtt. Az idős professzor mindenkit biztosított arról, hogy Marchand professzor nem képes befejezni a fejlesztést az ő kutatásai nélkül.
Fandornak az az ötlete támad, hogy Fantomas bizonyára megpróbálkozik Lefevre professzor elrablásával is, ezért meggyőzi az idős tudóst, hogy arcmását felhasználva ő menjen el helyette egy római tudományos konferenciára, így csapdát állítva a bűnözőnek. A tervről Juve felügyelőt nem, csak munkatársát, Bertrand-t tájékoztatják. Fandor (azaz Lefevre professzor) és Helène az újságírónő öccsével, Michou-val indulnak Rómába, a vonaton utazik a rendőrségi különítmény is. Juve felügyelő a gazfickó módszereit tervezi bevetni Fantomas ellen, és különböző álruhákat öltve figyeli a tudóst. Végül Fandor/Levefre kettős személyisége némi zűrzavar után világossá válik Juve számára is. Rómába érkezve egy tapodtat sem mozdulnak a tudós mellől. A konferenciára érkezvén az olasz televízió interjút készít „Lefevre” professzorral, Fandor szerencsétlen válaszait azonban otthon az igazi Lefevre is látja, úgy érzi, hogy bolondnak lett beállítva, ezért dühödten ő is elindul Rómába.
Eközben Fantomas is Róma felé tart embereivel, magát szintén Lefevre professzornak maszkírozva. Terve szerint a professzor elrablása után egyszerűen átveszi a helyét, így senki nem fog gyanakodni. A konferencián Fantomas akcióba lendül: embere telefonhoz hívja Lefevre-Fandort. Az emberrablási kísérlet dulakodásba fordul, melybe a rendőrség is beavatkozik, Juve a mű-kezet is sikerrel veti be az akcióban. A hasonlóság miatt végül Fantomas-Lefevre kicsúszik az üldözők kezéből, sőt magával viszi Helène-t és Michou-t is. Hogy a káosz teljes legyen, az igazi Lefevre professzor is megérkezik a kongresszusra. Őt végül Fantomas elrabolja, a gaztettet megakadályozni megkísérlő Juve felügyelőt pedig az olasz rendőrök kapcsolják le, mert őrült botrányokozónak vélik.
Az elmegyógyintézeti vizsgálat során Juve előadja a három Lefevre professzor és a harmadik karja elképesztő történetét, melyek következtében egy gumiszobába kerül. Némi időbe telik, míg kollégáinak sikerül kiszabadítaniuk. Fantomas rejtekhelyén megzsarolja Helène-t, hogy ha nem működik együtt vele, Michou élete veszélybe kerül, de ezután elengedi az újságírónőt. A szállodába visszatérve Helène-t egy meghívó fogadja egy bizonyos Rostelli márki álarcosbáljába. Fandor is előkerül, értetlenül fogadja menyasszonya eltűnését és viselkedését.
A jelmezbe öltözött Fandor és a rendőrök is elkísérik Helène-t az álarcosbálba. A márki természetesen maga Fantomas, aki tudja, hogy üldözői jelen vannak. Az Interpol egységeit áramütéssel iktatja ki, és Juve is hiába veti be újabb zseniális „mütyürkéjét”, a kalózjelmez falábába rejtett géppuskát, végül gázzal elkábítják őket, Fantomas egy vulkán mélyére telepített, ultramodern bázisán térnek csak magukhoz. Itt Helène elárulja a többieknek, hogy öccsét Fantomas tartja fogva, kénytelen volt engedelmeskedni neki. Kiderül, hogy Fantomas itt tartja fogva és dolgoztatja az elrabolt tudósokat, és az is, hogy nemcsak világuralomra tör, de egy különleges kísérletre is készül, az emberi fej leválasztására a testtől, melyre Juve-éket szemeli ki alanynak. Végre közli Helène-nel a feltételeit: ha Hèlene önszántából hajlandó lesz betölteni Fantomas életében a Lady Beltham eltűnése óta tátongó űrt, elengedi társait.

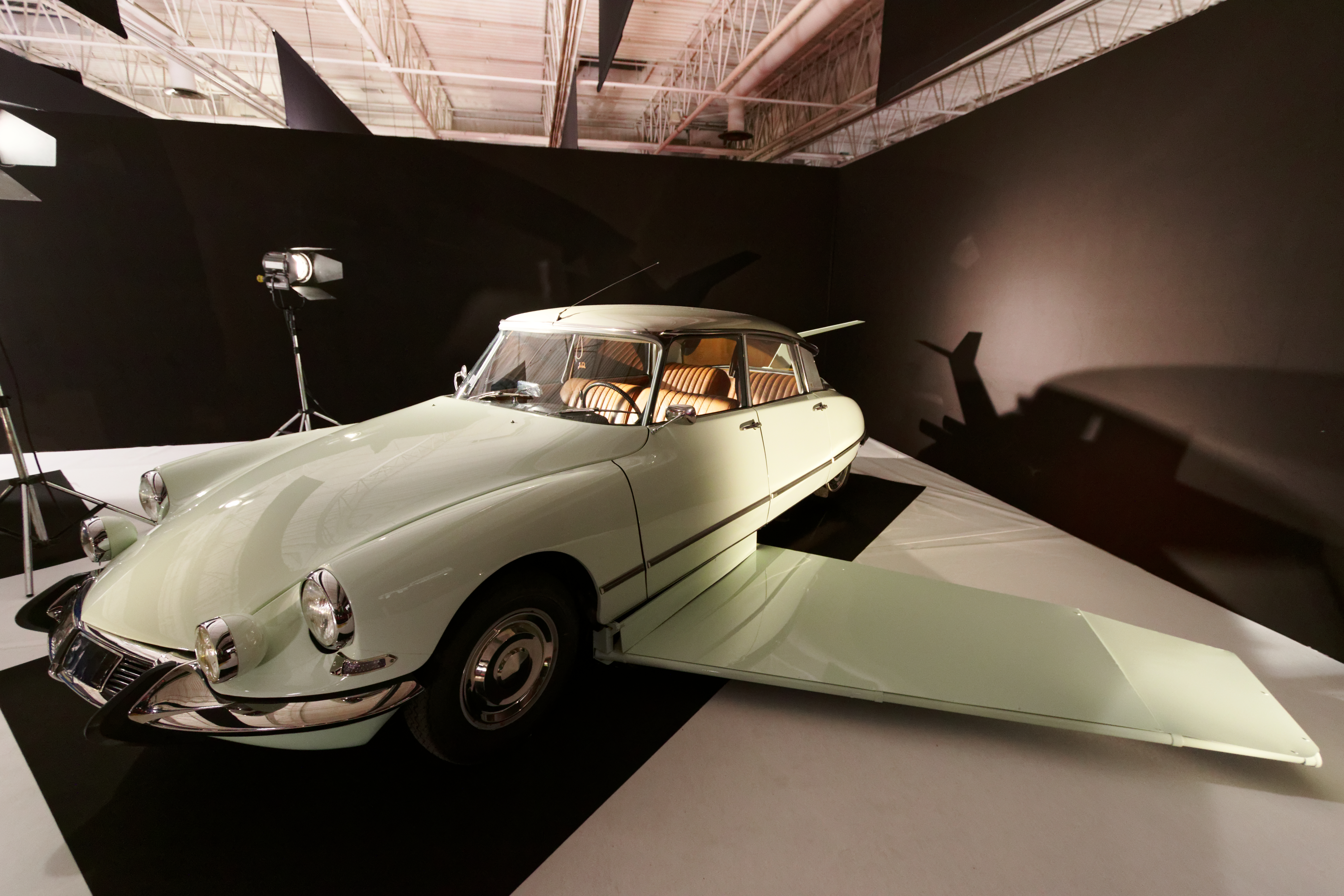
Fantomas „repülő” Citroën DS 19 autója, a 2016-os párizsi autókiállításon

Már a fejleválasztó műtétekre készülnek, mikor Juve bravúros csellel, a nála lévő szivarpisztolyokkal ártalmatlanná teszi őreit. Csatlakoznak hozzájuk a fogva tartott tudósok is, akik elárulják, hogy titokban kifejlesztették a telepatikus készüléket, melyet egy másik őrön sikerrel ki is próbálnak. A készülék hatótávolsága viszont még elég kicsi. Amikor Fantomas rájön, hogy foglyai kiszabadultak, menekülőre fogja a dolgot, üldözői viszont egy pillanatra sem tudnak elég közel kerülni hozzá, hogy a telepatikus fegyvert bevethessék ellene.
Fantomas egy fehér Citroën DS-szel menekül, Fandorék egy kirándulóktól ellopott terepjáróval üldözik, mígnem a vulkán lejtőiről egy kis repülőtérig jutnak. Már majdnem beérik, amikor legnagyobb elképedésükre az autó repülőgéppé alakul, majd a kifutópályáról a levegőbe emelkedik. Szerencséjükre egy kisrepülőgép pilótáját rá tudják venni, hogy a nyomába eredjenek, a hajsza azonban kudarcot vall. Juve a magasban kinyitja a repülő ajtaját, hogy onnan érje el a telepatikus sugárral Fantomast, ám kizuhan a gépből. Mivel tévedésből ejtőernyő helyett csak egy hátizsákot vett fel, Fandor utána ugrik és megmenti. Lefelé ereszkedve Juve hiába kiabálja, hogy „Fantomas, elkaplak!”, Fantomas gúnyos nevetéssel ismét eltűnik előlük…

## Szereposztás
| Szerep                                        | Színész          | Magyar hangja (1. szinkron, 1983) |
| --------------------------------------------- | ---------------- | --------------------------------- |
| Juve felügyelő                                | Louis de Funès   | Haumann Péter                     |
| Fantômas / Fandor újságíró                    | Jean Marais      | Lőte Attila                       |
| Lefevre professzor                            | Jean Marais      | Láng József                       |
| Hélène, az újságíró menyasszonya              | Mylène Demongeot | Fehér Anna                        |
| Bertrand felügyelő, Juve felügyelő helyettese | Jacques Dynam    | Csurka László                     |
| Főszerkesztő, Fandor újságíró főnöke          | Robert Dalban    | Képessy József                    |
| Marchard professzor                           | Albert Dagnant   | Kiss László                       |
| Miniszter                                     | Robert Le Béal   | Kéry Gyula                        |
| Felügyelő                                     | Christian Toma   | Varga T. József                   |
| Michou, Hélène öccse                          | Olivier De Funès | Boros Zoltán                      |
| Elnök a közgyűlésen                           | Pietro Tordi     | Szabó Ottó                        |
| Fantomas embere                               | Dominique Zardi  | Makay Sándor                      |
| Fantomas embere                               | Eric Vasberg     | Koroknay Géza                     |
| Fantomas embere                               | Henri Attal      |                                   |
| Pszichiátriai klinika igazgatója              | Jean Michaud     | Szatmári István                   |
| Svájci professzor                             | Mino Doro        | Izsóf Vilmos                      |